# Michal Hamuľak
Michal Hamuľak, v českém tisku nesprávně uváděný i jako Michal Hamulák (* 26. listopadu 1990, Humenné), je slovenský fotbalový útočník, hraje v MFK Zemplín Michalovce. Jeho oblíbeným klubem je anglický Manchester United FC.

## Klubová kariéra
Svoji fotbalovou kariéru začal v ŠK FUTURA, odkud ještě jako dorostenec zamířil na hostování do FK LAFC Lučenec. V roce 2011 přestoupil do Vranova nad Topľou. Před sezonou 2012/13 odešel na půl roku hostovat do Zemplínu Michalovce. V únoru 2013 do mužstva přestoupil a podepsal kontrakt do 31. 12. 2016. V sezoně 2013/14 se stal nejlepším střelcem 2. slovenské fotbalové ligy, když vstřelil soupeřům celkem 26 branek ve 30 utkáních.
V červenci 2014 odešel na roční hostování s opcí do Slovanu Liberec. 5. července 2014 v přípravném zápase proti Bohemians Praha 1905 vstřelil hattrick, kterým zařídil konečnou remízu 3:3. První soutěžní zápas za Liberec absolvoval 17. července ve 2. předkole Evropské ligy UEFA 2014/15 proti domácímu týmu MFK Košice (výhra 1:0), nastoupil v 65. minutě. V lednu 2015 se předčasně vrátil do Zemplínu, celkem odehrál v Liberci 7 ligových zápasů.

## Úspěchy

### Individuální
- 1× nejlepší střelec 2. slovenské fotbalové ligy: 2013/14 – 26 gólů (v dresu MFK Zemplín Michalovce)[2][3]